# Castello di Linsberg
Il castello di Linsberg (Schloss Linsberg in tedesco), anche noto come Turmhof von Linsbergs, si trova nel villaggio omonimo che appartiene al comune austriaco di Bad Erlach nel distretto di Wiener Neustadt-Land, in Bassa Austria e le sue prime strutture risalgono al XIII secolo.

## Storia

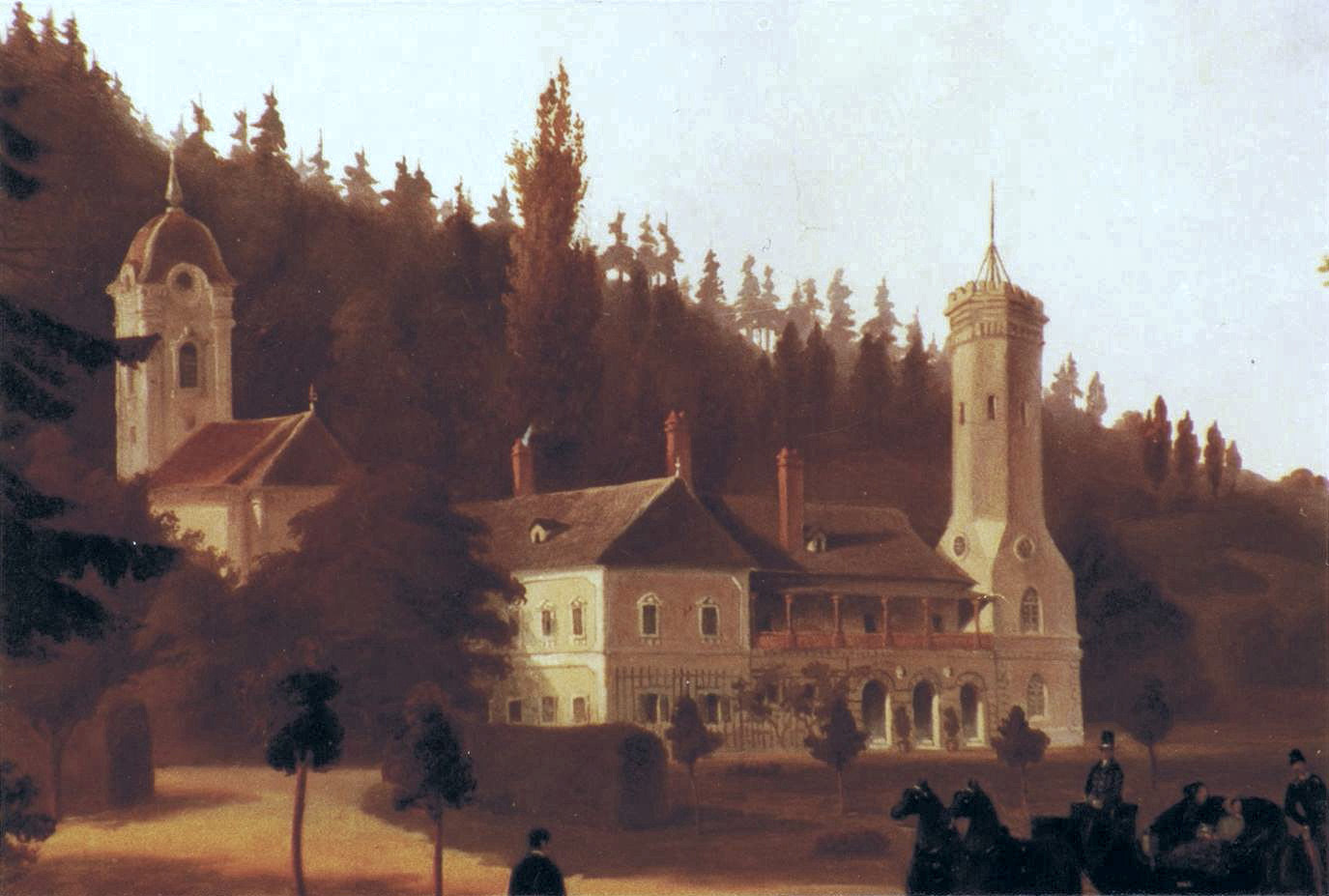
Il castello di Linsberg in un dipinto che lo raffigura risalente al 1858

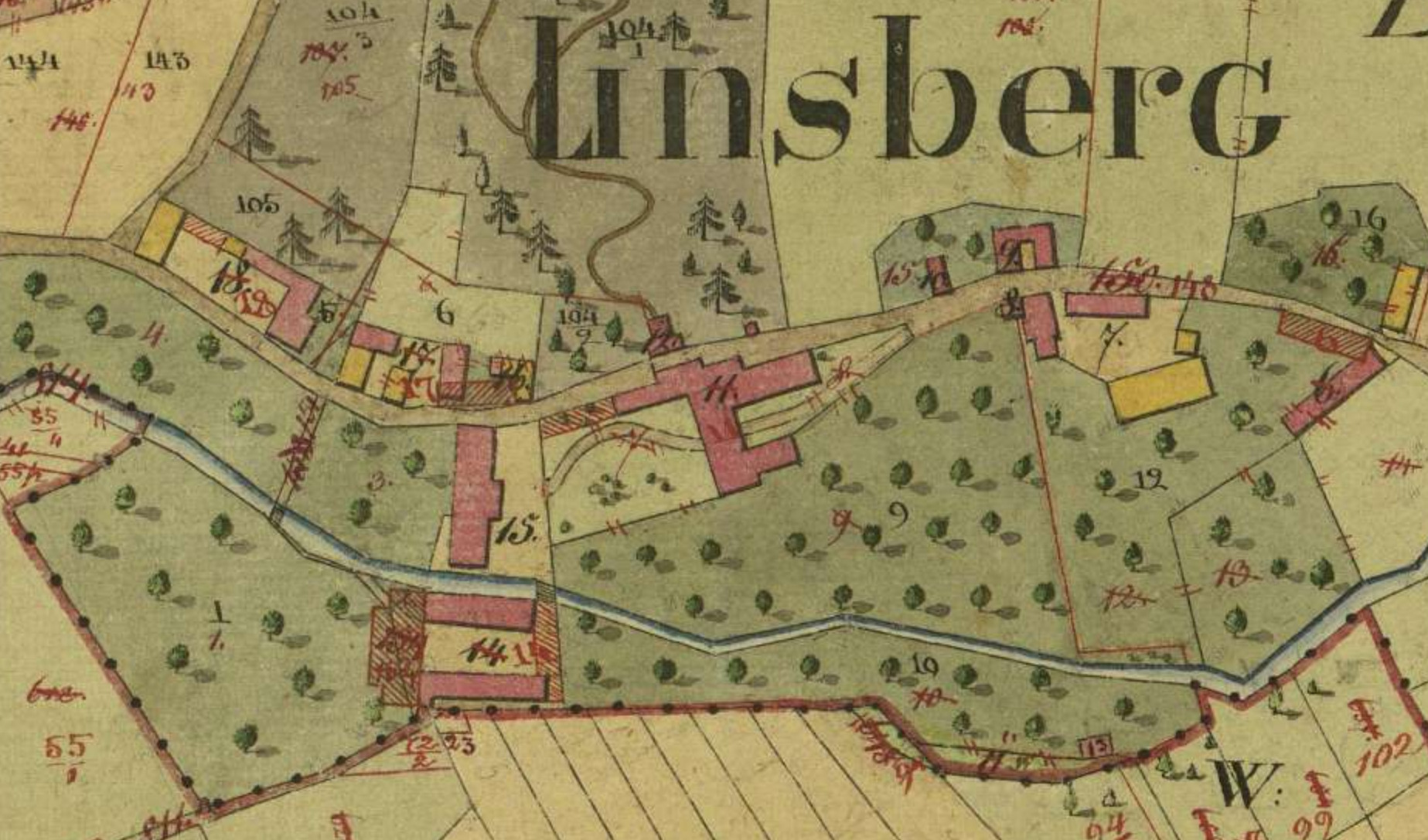
Il castello di Linsberg nel catasto francescano intorno al 1820

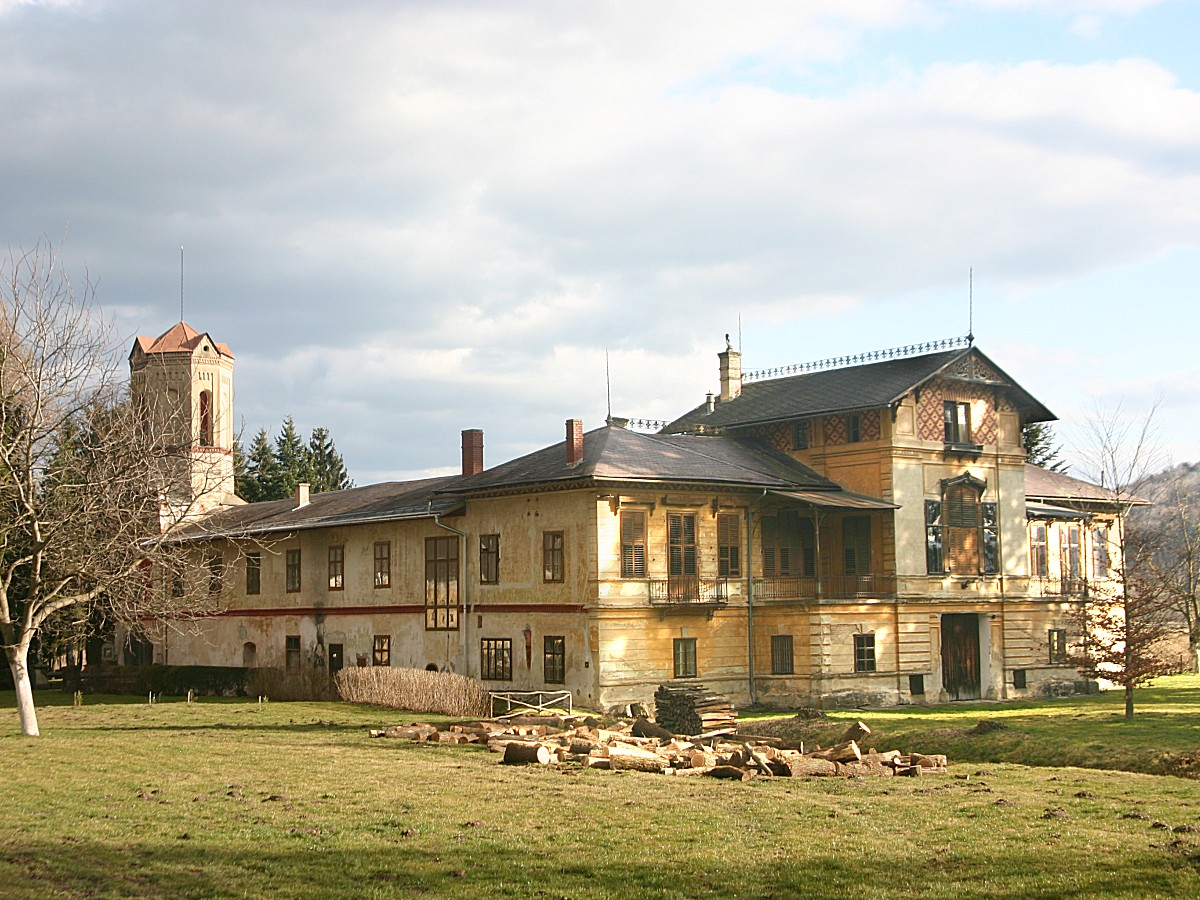
Edifici colonici nell'area del castello

Il castello di Linsberg viene citato su documenti scritti a partire dal XIII secolo anche come Thurnhof e la sua funzione era quella di contribuire a proteggere il confine con l'Ungheria. All'inizio del secolo successivo il sito viene ricordato come residenza di un cavaliere. Dal 1402 al 1460 il maniero appartenne alla famiglia Grymm e nel 1463 lo acquistò l'imperatore Federico III d'Asburgo che in seguito lo diede in feudo ai canonici agostiniani di Wiener Neustadt. Nel 1551 entrò a far parte dei beni della diocesi di Wiener Neustadt. Durante l'invasione turca del 1683 vi furono gravi danneggiamenti e si resero necessari interventi di restauro importanti ordinati dal vescovo Franz Anton von Puchheim. Nel 1718 vi fu un nuovo cambio di proprietà e il castello venne acqustato da Martin Franz Bärtl che ne ordinò la ristrutturazione nelle recenti forme barocche. Sino alla prima metà del XIX secolo si avvicendarono nel possesso del castello grandi famiglie nobili come gli Starhemberg, gli Schlaberndorf e gli Auersperg sino a quando fu il barone Louis Haber ad ereditarlo e da allora è rimasto alla sua famiglia. Durante la seconda guerra mondiale subì enormi danni e si resero necessari nuovi interventi di recupero e restauro.

## Descrizione
Il castello è circondato da un grande parco e si trova compreso tra i centri abitati di Brunn an der Pitten e Bad Erlach. Il grande complesso comprende la casa padronale con tre ali, il campanile, un ex mulino e da altri edifici utilizzati a scopo agricolo. Le facciate sono eleganti, le copeturture dei tetti curvilinee e con decorazioni alle finestre del piano nobile particolarmente curate. Il portale di accesso ha volta a botte abbassata. La cappella gentilizia sporge dall'ala nord della struttura.
Il castello di Linsberg in Austria è un bene sottoposto a tutela artistica col numero 26636.